# Drosophila sturtevanti (artundergrupp)
Drosophila sturtevanti är en artundergrupp som innehåller sex arter. Artundergruppen ingår i släktet Drosophila, undersläktet Sophophora och artgruppen Drosophila saltans. Artundergruppen är namngiven efter genetikern och dipterologen Alfred Sturtevant.

## Lista över arter i artundergruppen
- Drosophila dacunhai
- Drosophila magalhaesi
- Drosophila milleri
- Drosophila pulchella
- Drosophila rectangularis
- Drosophila sturtevanti